# 下関商業高等学校
下関商業高等学校（しものせきしょうぎょうこうとうがっこう）は、山口県下関市後田町四丁目に所在する市立の商業高等学校。略称は「下商」（しもしょう）。
山口県で唯一の市立高等学校で、公立高校ながら学校全体を指す名称としては「下関市立」を冠しない。また「下関市立商業高等学校」の校名でもない。
神戸、大阪、横浜、名古屋に次いで、日本で5番目の商業学校として設置された学校であり、中国・四国・九州・沖縄で、最も古い歴史を持つ商業高校である。

## 設置学科
- 商業科
- 情報処理科

## 概要
- 学校のスローガンは「一歩前へ!」。
- 野球部の創部は1898年。これまでに甲子園で春夏合わせて、優勝1回、準優勝2回。1939年の全国中等学校優勝野球大会で準優勝。1963年の第35回選抜高等学校野球大会・国民体育大会高等学校野球競技では優勝、第45回全国高等学校野球選手権大会では準優勝。また、1968年の全国高等学校軟式野球選手権大会では決勝戦引分け（下商が優勝預かり、静岡商と共に準優勝扱い）をおさめている。2008年の第80回選抜高等学校野球大会に29年振りの出場、一回戦敗退。2015年の第97回全国高等学校野球選手権大会に20年振りの出場を決めた。
- スクールカラーは「紫」。
- 在学中で、山口県初の日商簿記検定一級合格者や税理士試験3科目合格者、全商検定8種目一級合格者などを輩出している。

## 沿革・概要
- 1884年（明治17年）
  - 9月 -  西之端町に赤間関区内23ヶ町町立として、赤間関商業講習所設立認可。
  - 10月 - 赤間関商業講習所、開校式挙行。
- 1885年（明治18年）11月 - 赤間関商業学校と改称。
- 1891年（明治24年）1月 - 入江町校舎、落成移転。
- 1901年（明治34年）4月 - 市立赤間関商業学校と改称。
- 1902年（明治35年）
  - 3月 - 名池山校舎、落成移転。
  - 6月 - 市立下関商業学校と改称。
- 1905年（明治38年）
  - 2月 - 校章制定。
  - 4月 - 学級の呼称を、仁・義・礼・智組と改める。
- 1910年（明治43年）2月 - 校歌制定。
- 1915年（大正4年）5月 - 図書館万古館（御大典記念）新築落成。
- 1922年（大正11年）3月 - 校舎焼失。
- 1926年（大正15年）7月 - 千畳原校舎、落成移転。
- 1935年（昭和10年）3月 - 講堂（創立50周年記念）、新築落成。
- 1944年（昭和19年）4月 - 女生徒の入学を認める。
- 1947年（昭和22年）4月 - 併設中学校開設、市立下関女子商業学校廃校に伴い、同校生徒を編入学。
- 1948年（昭和23年）4月 - 下関商業高等学校と改称。
- 1949年（昭和24年）4月 - 生徒会発足。
- 1950年（昭和25年）10月 - 同窓会館日和山荘開設。
- 1952年（昭和27年）4月 - 定時制課程（商業科・夜間部）開設。
- 1953年（昭和28年）10月 - 校歌編曲。
- 1961年（昭和36年）5月 - 鹿児島商業高校と姉妹校の盟約を結ぶ。
- 1964年（昭和39年）10月 - 学校寮千畳原寮、新築落成。
- 1968年（昭和43年）3月 - 商業科校舎増築落成。
- 1972年（昭和47年）10月 - 新体育館、新築落成。
- 1974年（昭和49年）8月 - プール（創立90周年記念）完工落成。
- 1978年（昭和53年）6月 - 弓道場、新築落成。
- 1982年（昭和57年）10月 - 新校舎教室棟（創立百周年記念）、新築落成。（11月より授業開始）
- 1984年（昭和59年）
  - 4月 - 新校舎管理棟（創立百周年記念）、新築落成。
  - 10月 - 創立百周年記念式典。
  - 11月 - 青島市第一職業中学校と姉妹校の盟約を結ぶ。
- 1986年（昭和61年）10月 - 釜山商業高等学校と姉妹校の盟約を結ぶ。
- 1990年（平成2年）3月 - サブグラウンド完成。
- 1994年（平成6年）
  - 4月 - 全日情報処理科1クラス新設。
  - 10月 - 新図書館（万古館）開館。
- 1996年（平成8年）4月 - 定時制課程に「3年修業制」導入。
- 2004年（平成16年）10月 - 創立120周年記念式典。
- 2011年（平成23年）7月 - 講堂、新築工事開始。
- 2013年（平成25年）4月 - 新講堂、新築落成。
- 2022年（令和4年）3月31日 - 定時課程が廃止される[2]。

## 校訓・校章
校訓
下商において特に校訓は定められておらず、その代わりに、古くから「校歌・クラス名」を校訓代替としている。
校章
校章は、ギリシャの商業神ヘルメスの使節杖「ケーリュケイオン」に由来し、一本の杖を中心に二匹の蛇が巻きつく意匠である。
校章を定めたのは、1888年のことで、東京大学・一橋大学に次いで三番目に当たる。

## クラス名の由来と変遷
現在のクラス名は、1905年4月に、それまでの甲・乙・丙・丁を、中国儒教思想に由来する「仁」「義」「礼」「智」と改めたのに始まる（改めるきっかけになったのは、1899年4月から「甲種」「乙種」の両商業科が設けられ、学科と学級の呼称が同じになり、学級を呼ぶ場合に「甲種一年甲組」「乙種一年乙組」など何かと紛らわしくなった為）。
1935年に「信」組が追加され、クラス名は仁・義・礼・智・信の5つとなった。これらは人々が日常において特に守るべき徳目として、中国では「五常」と総称されている。
戦後、女子生徒クラス用として「和」「敬」の両組（1947年）、学級増にて「清」組（1949年）、定時制開設にともない「浄」組（1952年）、「明」組（1953年）、「昭」組（1954年）がそれぞれ設けられ、クラス名はすべてで11となった。昭組はのちに全日女子クラスでも使ったが、1973年以降は、すべてのクラス名が男女クラスの別なく用いられることになった
（2020年から現在まで、「仁・義・礼・智」を全日制商業科、「信」を全日制情報処理科、「浄」を定時制商業科が使用している。）
これらの呼称は、1906年以来、クラス名としての実用の他に、生徒達が日常生活において守るべき心得としての意味をも併せ持つものとされ、いわば「校訓」に代わるものとして重んじられてきたものである。

## 校舎と設備

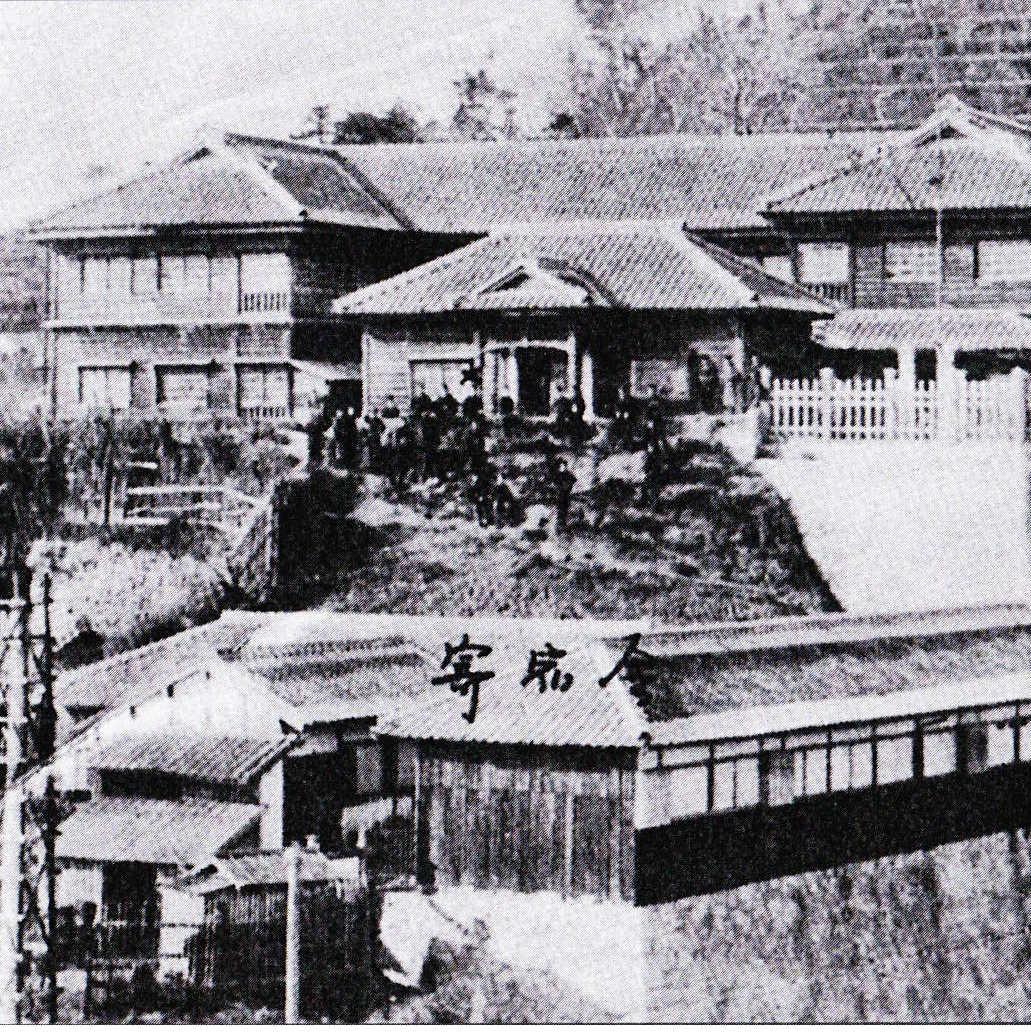
入江町時代の校舎
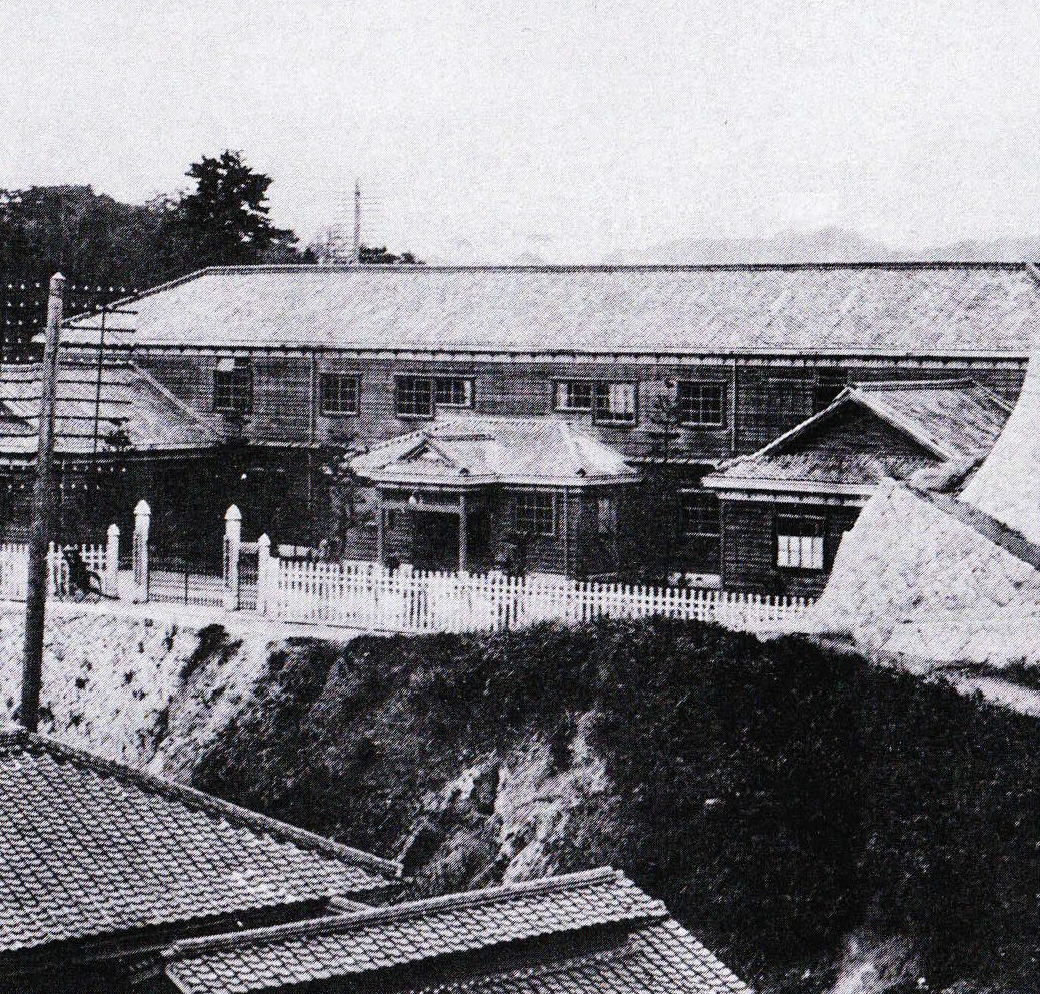
名池山時代の校舎
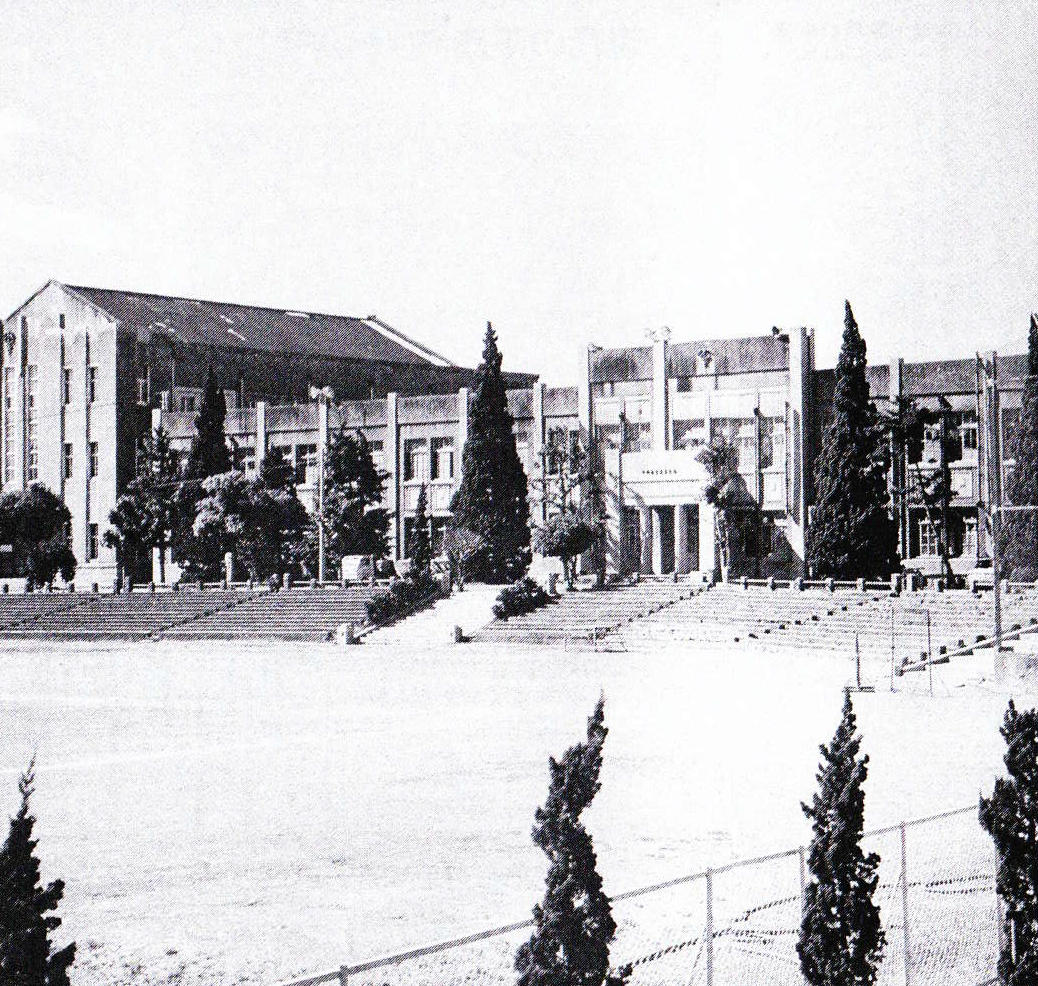
旧校舎
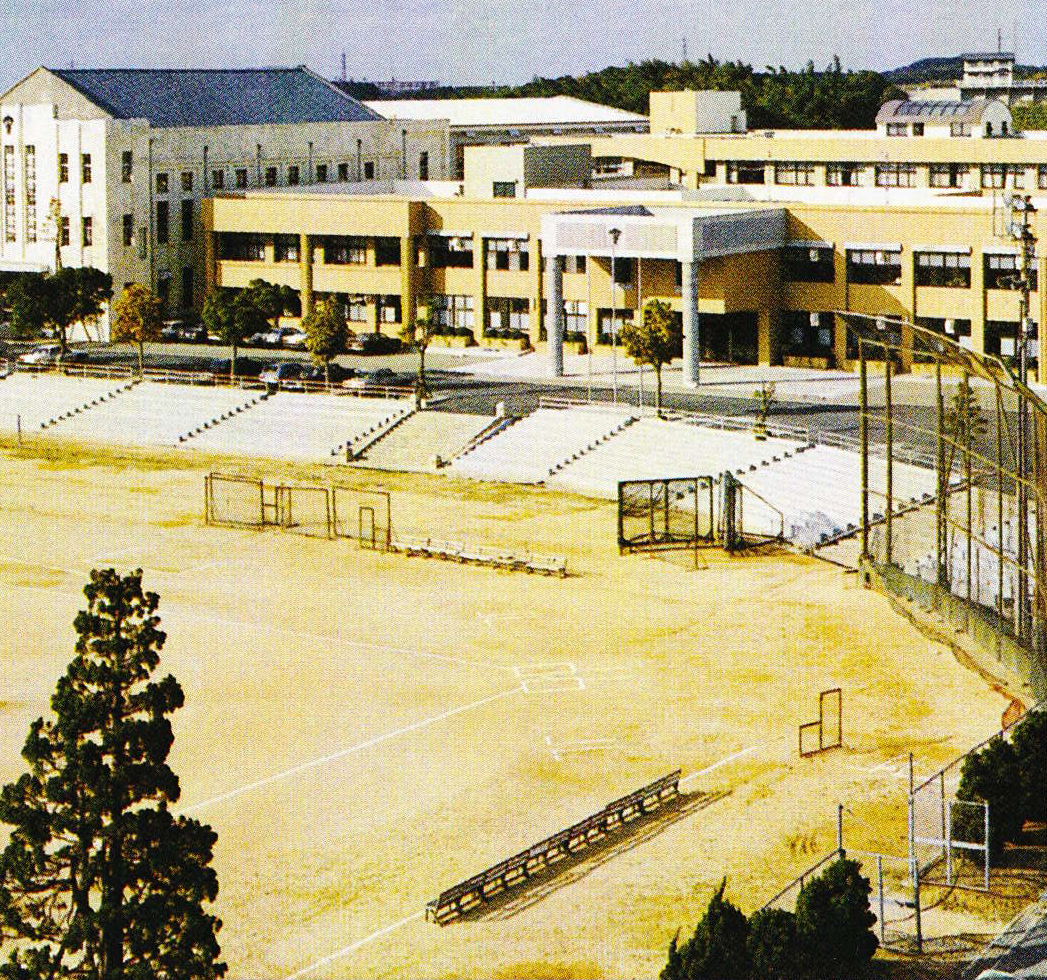
現在の校舎

- 入江町校舎
  - 初めの校地西之端から入江町へ校舎が移転。海峡を一目に望む高台に位置し、船舶の移動も手に取るように見ることの出来る絶景の地。現在の下関市立王江小学校辺りとされる。
- 名池山校舎
  - 入江町から名池山の地に校舎が移転。現在の下関市立名陵中学校辺り。この時期に校名が「市立下関商業高校」となり、略称「下商」が自然に誕生。校旗・校歌・現在のクラス名の呼称もこの時期に制定。
- 旧千畳原校舎
  - 四番目の校地である現在の千畳原校舎に移転。校舎完成後も施設設備の充実が図られ、内容・外観共に申し分のない整備が行われた。
- 現千畳原校舎
  - 創立百周年事業の一環として新校舎を建築。当時としても奇抜でモダンなデザインであった。2004年、数億円を投じて最新型のコンピュータ、ソフトウェア、周辺機器などを導入。情報教育のさらなる強化を図る。他の設備としてサブグラウンド・新万古館なども完成。

## 講堂

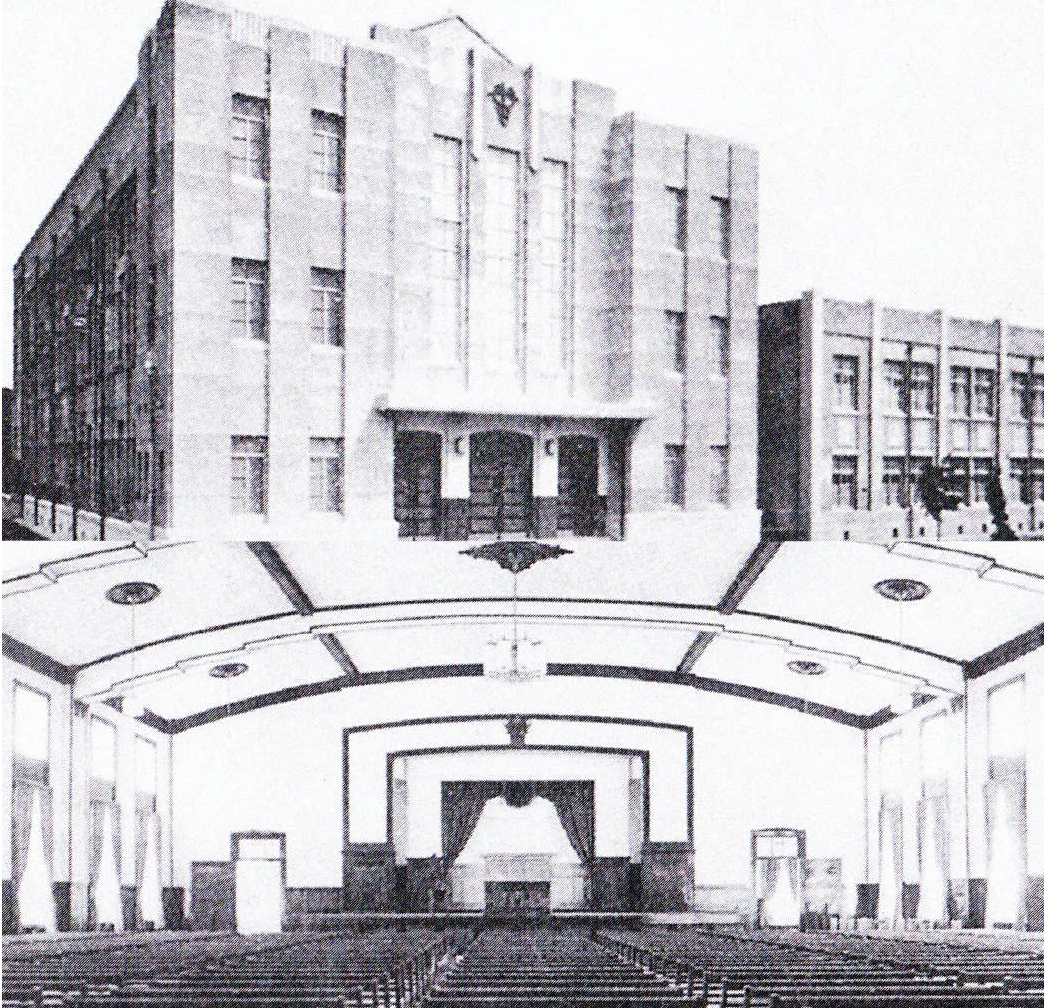
旧講堂

市が1926年（大正15年）に校舎を現在地に移転した際、当初計画にあった講堂は財政困難で一旦は断念したが、創立50周年に合わせて建設。同窓生らの強い要望で実現し、建設費の約6割は同窓生や保護者らが寄付した。
鉄筋コンクリート2階建て延べ約1537平方メートルで、天井は音響に優れたドーム型。照明の周囲に施された木製の装飾や演壇などは昭和初期の雰囲気そのままで、1階は実践室・吹奏楽部の部室・食堂・購買として使用され、2階はホールとして校内・地域の各種催事、運動部の練習場所として使用された。2005年10月には映画「出口のない海」のロケにも使われた。
2013年（平成25年）4月、創立130周年記念事業の一環として、鉄筋4階建て延べ約1276平方メートルの新講堂が完成。1階が食堂・吹奏楽部室・購買・コミュニティルーム、2階が和室・研修室・シャワールーム・教官室、3階が多目的ホール、4階がキャットウォークとなっている。3階の多目的ホールは、旧講堂と同じく各種催事、運動部の練習場所として使用される。
旧講堂で使用されていた校章は痛みが激しく、引き継ぐことが出来なかったため、新しく真鍮製の校章が掲げられた。同じく旧講堂で使用されていた天井の木製装飾などは、多目的ホール入口とホール内に引き継がれている。

## 万古館

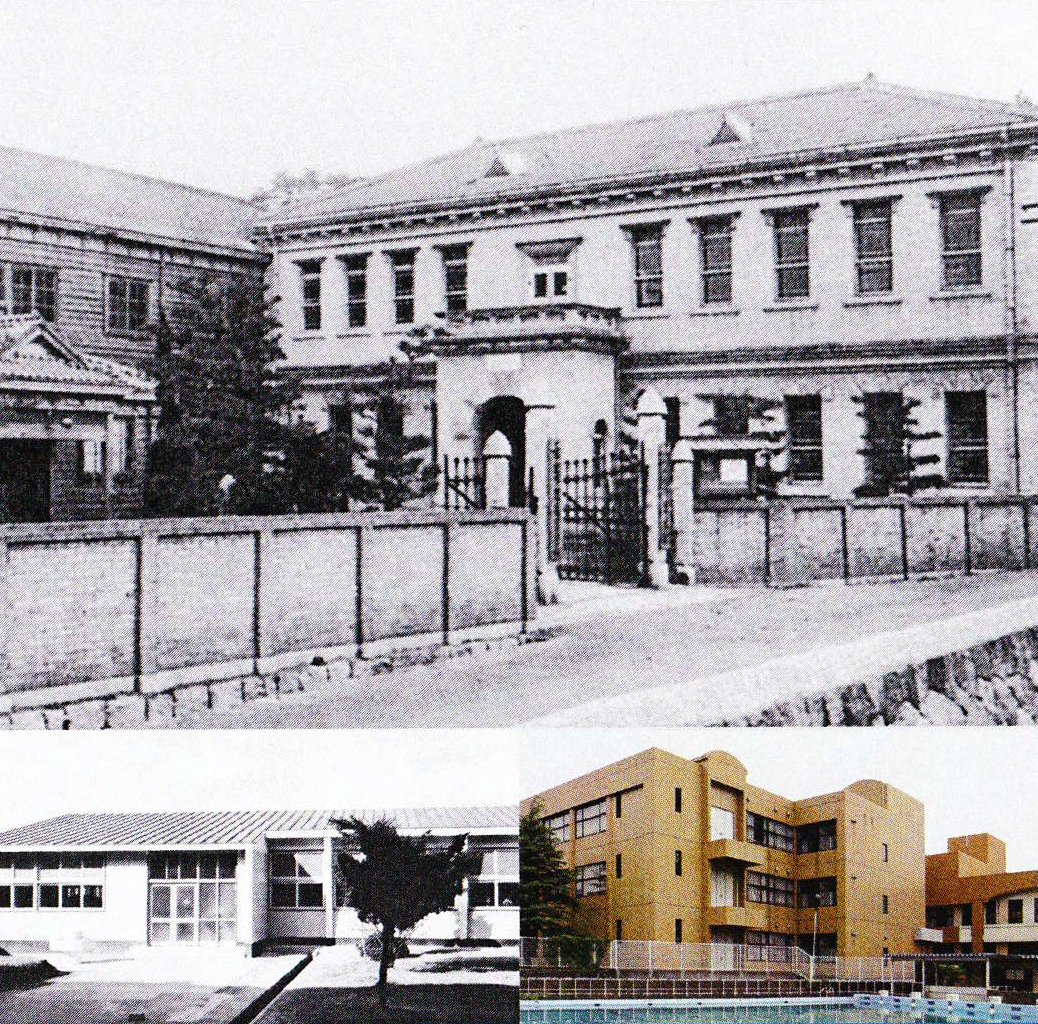
歴代万古館

下商の特徴の一つの充実した書籍の保管場所。蔵書数八万冊を誇る校内図書館。全国一の規模を誇り、関係者以外でも利用可能となっている。初代の万古館は御大典記念として名池山時代に建築（画像上）。二代目は70周年記念事業の一環として旧校舎時代に建築（画像左下）。現在（画像右下）は三代目となっている。

## 校歌
歌詞は国文学者の佐佐木信綱、曲は宮内省雅楽長の上真行になるもの。1910年に制定されて以来歌い継がれたもので、我が国の校歌の中でも古いものに属し、1954年の70周年にあたり、信時潔によって合唱曲に編曲された。
一、
歴史に富める 下関
未来に富める 下関
一目に望む 千畳の
丘に築きし わが校舎

二、
国の光を 海外に
輝かすべき 商業の
才智にそへて 武士道の
魂磨く わが校舎

三、
見よ早鞆の 瀬戸の波
千歳の緑 とこしへに
心の誠　示さずや
雄々しき気力 示さずや

四、
わが善良の 校風に
養われたる わが友よ
堅忍持久の 舵とりて
世の荒波に 漕ぎ出でむ

## 姉妹校
下商は上記にもあるように、鹿児島商業高校と中華人民共和国の青島市第一職業中学校、大韓民国の開成高等学校（旧:釜山商業高等学校）の三校と姉妹校の盟約を結んでいる。
2011年、鹿児島商業高校との姉妹校盟約締結が50周年を迎え、記念講演会（講師：落語家・三遊亭歌之介）が開かれた。

## 部活動

### 運動部
- 硬式野球部
- 陸上競技部
- 女子バレーボール部
- 剣道部
- 弓道部
- バドミントン部
- ソフトテニス部
- 卓球部
- サッカー部

### 文化部
- 情報処理部
- 商業研究部
- 美術部
- JRC部
- 吹奏楽部
- ワープロ部
- 簿記部
- 野球放送部
- 演劇部
- 図書部
- 文芸部
- 英語部
- 書道部
- 郷土研究同好会
- 写真新聞部
- 珠算・電卓同好会

## 著名な出身者
- 平山菊二（元プロ野球選手）
- 藤本英雄（元プロ野球選手）
- 大橋智干（元プロ野球選手）
- 長富政武（元プロ野球選手）
- 矢野純一（元プロ野球選手）
- 高野裕良（元プロ野球選手）
- 引地信之（元プロ野球選手）
- 佐々木勲（元プロ野球選手）
- 田中俊幸（元プロ野球審判員）
- 高井良一男（元プロ野球選手）
- 池永正明（元プロ野球選手）
- 前田三郎（元プロ野球選手）
- 松井満（元プロ野球選手）
- 崔一彦（山本和彦）（元プロ野球選手）
- 大久保弘司（元プロ野球選手）
- 山下真司（俳優）
- 尾上賢（KATZE）
- 中尾友昭（元下関市長）
- 西岡晃（美祢市長）
- 黒河隼人（元東洋陶器（現TOTO社長））
- 上山雅輔（劇団若草創設者。金子みすゞの弟でもあり、みすゞの詩を残す事に貢献した）
- 八十島弘行（お笑いコンビ2700のツッコミ担当）
- 新川士郎（経済学者）
- 柳瀬興志（競艇選手）
- 岡崎富夢（経営者）
- 吉田実 (経営者）
- 深町勝義（経営者、ナフコ創業者）
- 丸山智史 (オートレーサー)
- 枡谷音三（衆議院議員）